# 1821
Cette page concerne l'année 1821 (MDCCCXXI en chiffres romains) du calendrier grégorien.
L'année 1821 est une année commune qui commence un lundi.

## Événements
- 15 janvier : l’imam du Yémen s’engage à respecter les intérêts de la Compagnie anglaise des Indes orientales. La Grande-Bretagne installe un représentant de la Compagnie à Mokha et s’assure une présence dans la péninsule Arabique et une escale sur la route des Indes[1].
- 21 février, Padang[2] : les Néerlandais passent un accord avec les chefs minangkabau, qui reconnaissent la souveraineté néerlandaise en échange d’un soutien dans leur lutte contre les Padri, un groupe de musulmans influencés par les wahhabites. Début de la guerre des Padri dans l'ouest de Sumatra[3].
- Février : les Birmans dominent l’Assam[4].
- 14 mars : signature de la paix entre Alger et Tunis devant l’influence grandissante des puissances européennes, sous les auspices du sultan ottoman dont la suzeraineté est réaffirmée[5]. La réconciliation reste formelle.
- 7 mai : le Parlement britannique abolit l’African Company of Merchants établie en 1750. Ses possessions en Côte de l'Or (Gold Coast) sont transférées à la couronne britannique et rattachées au gouvernement de Sierra Leone[6].
- 27 mai : arrivée des troupes égyptiennes d’Ismaïl Kamil sur le site du futur camp militaire de Khartoum, fondé en 1824[7].
- 12 juin, Soudan : Ismaïl Kamil, fils du khédive d’Égypte, après avoir soumis Dongola et les Chaïkieh, entre à Sennar et annexe le royaume Foundj[7]. Son lieutenant, le defterdar Mohammed Kousrao conquiert le Kordofan sur le Darfour[8] dont la capitale tombe le 16 août. La révolte en Grèce ne permet pas de continuer la conquête vers le Darfour.
- 1er octobre, Sydney : première assemblée annuelle de la Wesleyan Missionary Society de Nouvelle-Galles du Sud. Début de l’activité des missionnaires en Australie-Occidentale[9].
- Réalisation de la première carte systématique des côtes de l’archipel nippon selon des méthodes hollandaises, connues par le comptoir de Nagasaki, grâce aux travaux du géographe Inō Tadataka[10].
- Fondation de Hamdallahi, capitale du Macina, par Sékou Amadou[11].
- Avec l’aide d’Abd el-Kérim, sultan du Ouadaï, le régent du Bornou El-Kanemi occupe le Baguirmi, ancien tributaire du Bornou[12], mais les deux vainqueurs se font la guerre pour le partage du butin jusqu’en 1824.
- Owu war (1821-1828)[13]. Guerre civile au Yorouba : l’expansion peule provoque des migrations massives et transforme les conditions économiques, ce qui déstabilise les royaumes Yorouba. Chaque peuple recourt à la guerre pour obtenir une position dominante dans la région.

### Amérique
- 1er janvier, Brésil : à l’annonce de la Révolution libérale au Portugal, la garnison portugaise de Belém do Pará dépose le gouverneur et forme une junte constitutionnelle[14].
- 2 janvier : victoire des insurgés mexicains à la bataille de Zapotepec[15].
- 5 janvier, Équateur : victoire royaliste sur les forces indépendantistes de la Province Libre de Guayaquil à la bataille de Tanizahua[16].
- 10 février, Brésil : les civils et les militaires de Salvador se prononcent contre la monarchie absolue[14].
- 24 février :
  - Brésil : le roi Jean VI de Portugal accepte la constitution libérale établie par les Cortes de Lisbonne et s’engage à rentrer au Portugal. La liberté de la presse est proclamée[14].
  - proclamation du Plan d’Iguala au Mexique. Agustín de Iturbide, placé à la tête de l’armée par le vice-roi pour réprimer l’insurrection, s’entend avec les derniers chefs rebelles, en particulier Vicente Guerrero. Le Plan d’Iguala, ou plan des Trois Garanties, prévoit l’indépendance du Mexique, le catholicisme comme religion d’État et l’égalité sans distinction de races[15].
- 26 février[14] : la garnison de Rio de Janeiro, dirigée par un avocat, Macamboa, se soulève . Elle proclame la constitution « telle que les Cortes viennent de la voter »[17].
- Mars : début de la campagne d'Intermedios de Miller contre les royalistes espagnols au Pérou (fin en juillet)[18].
- 21 avril : début de la seconde campagne d'Arenales dans la sierra du Pérou ; son armée entre à Lima le 3 août[15].
- 24 avril, Brésil : le roi Jean VI de Portugal part pour Lisbonne[17].
- 23 mai, Huaura : armistice de Punchauca signé au Pérou entre San Martín et le vice-roi José de la Serna[19].

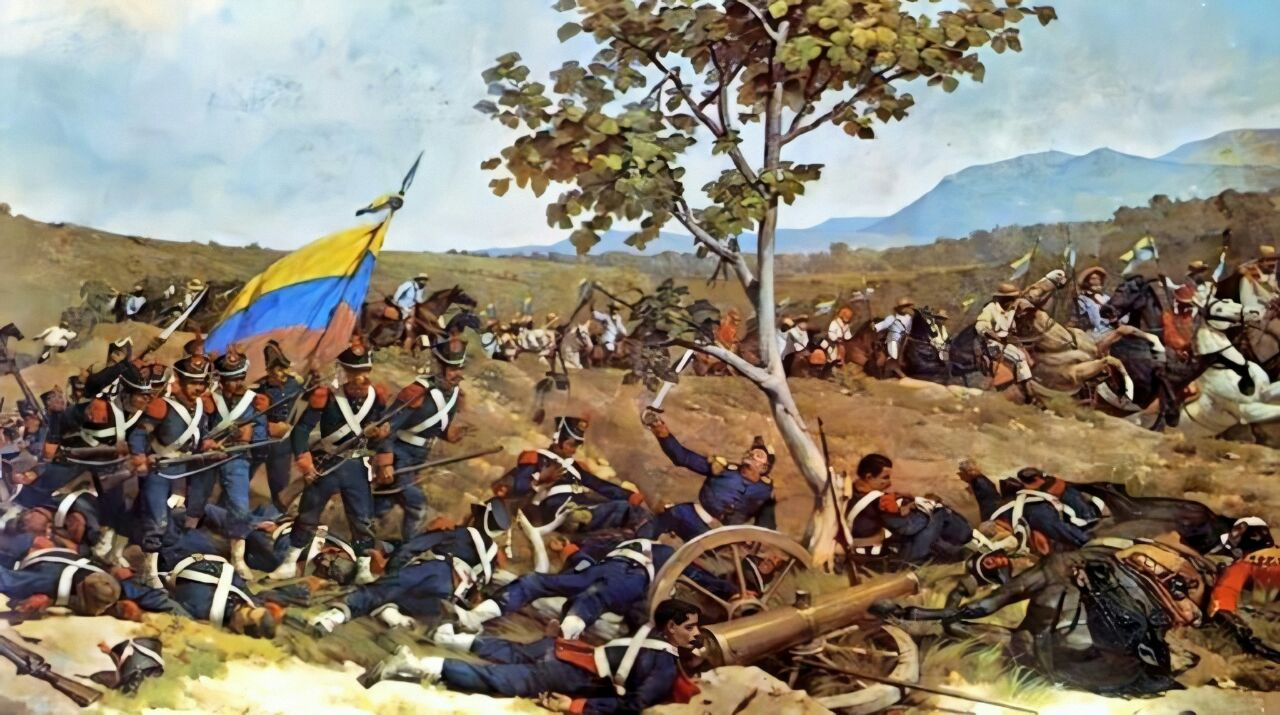
24 juin : bataille de Carabobo.

- 24 juin : Simón Bolívar défait définitivement les royalistes du Venezuela, sans soutien de l’Espagne (le corps expéditionnaire rassemblé à Cadix s’est révolté) à la bataille de Carabobo[20].

- 12 juillet : San Martín, débarqué au Pérou le 8 septembre 1820, prend la plate-forme de Lima[21].
- 17 juillet : Andrew Jackson devient gouverneur du Territoire de Floride[22].

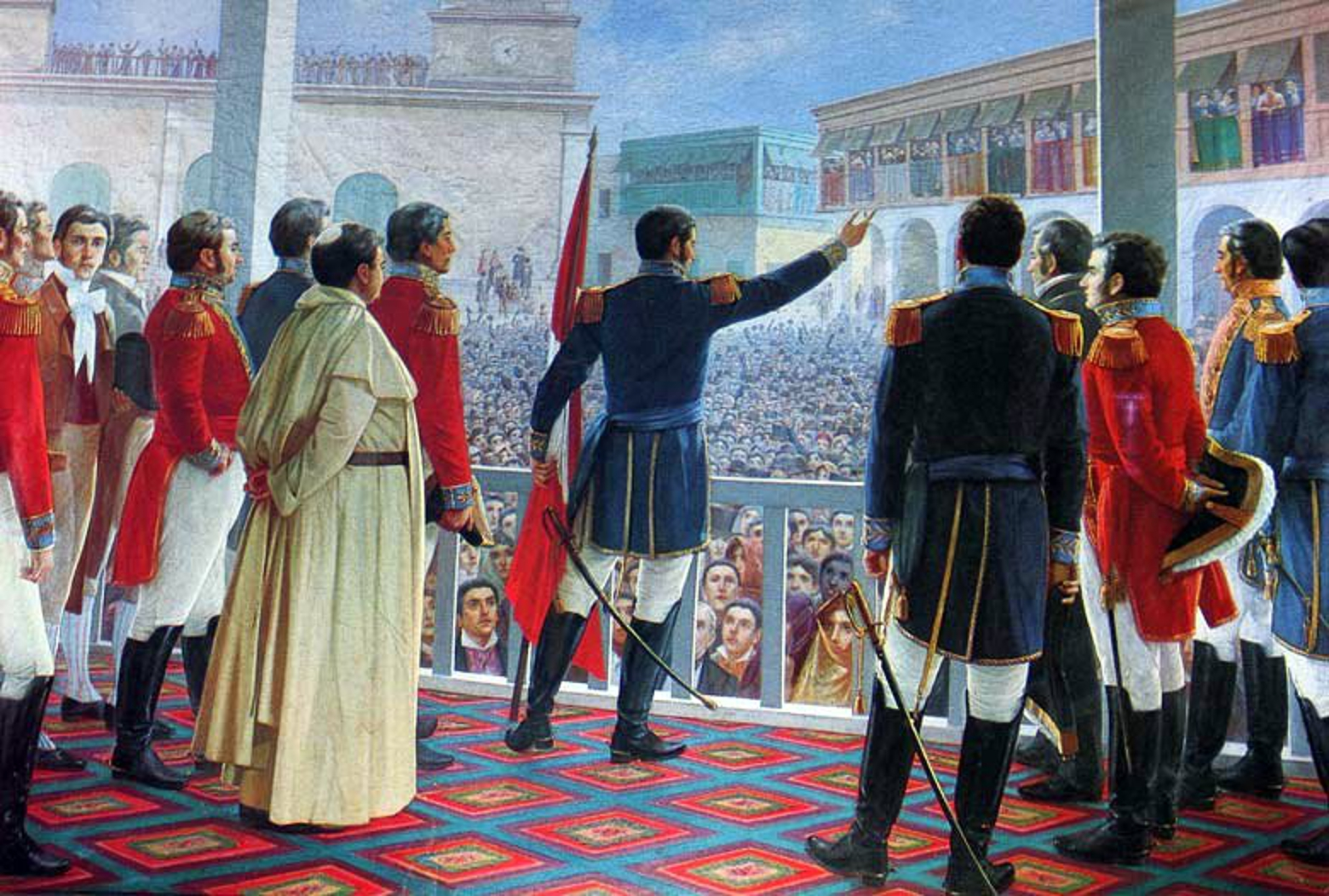
28 juillet : proclamation de l'indépendance du Pérou

- 28 juillet : proclamation de l'indépendance du Pérou par José de San Martín, déclaré « protecteur du Pérou »[21].
- 10 août : le Missouri devient le vingt-quatrième État de l'Union américaine[23].
- 19 août : 
  - victoire des insurgés mexicains à la bataille d'Azcapotzalco[24].
  - victoire des indépendantistes de Sucre à la bataille de Yaguachi[25].
- 24 août : traité de Córdoba signé entre l’ancien général royaliste Agustín de Iturbide et O'Donojù, le dernier vice-roi[26]. L’indépendance du Mexique est mise en place par les conservateurs.
- 4 septembre : affirmation des droits exclusifs de la Russie en Alaska, au nord du 51e parallèle[27].
- 12 septembre : victoire royaliste à la bataille de Huachi[28]. Sucre suspend l'attaque de Quito.
- 15 septembre : acte d’indépendance de l’Amérique centrale[29] (Nicaragua et Costa Rica, Guatemala, El Salvador, et Honduras). Elle intègre le Premier Empire mexicain puis en 1823 la République fédérale d'Amérique centrale.
- 19 septembre : la garnison espagnole assiégée dans Callao capitule[30].
- 27 septembre : Agustín de Iturbide entre dans Mexico puis est proclamé empereur du Mexique sous le nom d’Augustin Ier (fin en 1823)[31].
- 28 septembre : Juan O'Donojú, dernier vice-roi de Nouvelle-Espagne, signe l'Acte d'Indépendance du Mexique[32].

- 28 novembre : indépendance de Panama, qui intègre la Grande Colombie[33].
- 1er décembre : la partie orientale de l'île de Saint-Domingue (République dominicaine) se déclare indépendante de l'Espagne et se rallie à la Grande Colombie[34].

### Europe
- Janvier : Giovan Pietro Vieusseux, entrepreneur protestant d’origine suisse organise l’opposition libérale toscane et fonde à Florence avec ses amis (Gino Capponi, Raffaello Lambruschini (it), Cosimo Ridolfi) L’Antologia qui cherche à diffuser les idées progressistes parmi l’opinion publique. Leur première préoccupation est l’agriculture, qu’il faut moderniser par des réformes économiques[35].
- 21 janvier : arrivée de la baronne Barbara de Krüdener à Saint-Pétersbourg où elle se joint aux cercles des mystiques russes[36].
- 24 janvier : réunion des Cortes constituantes au Portugal. L’homme fort de l’assemblée, Manuel Fernandes Tomás (pt), créateur de Sinédrio, dirige les travaux de la commission chargée d’élaborer les bases de la constitution, à laquelle Jean VI de Portugal, de retour du Brésil, jurera fidélité en juillet[37].
- 26 janvier - 12 mai : congrès de Laybach. La décision est prise de lancer une opération militaire autrichienne contre la révolution libérale de Naples[38].
- 7 - 9 mars : les troupes des insurgés napolitains du général Guglielmo Pepe sont vaincues à Rieti et à Antrodoco[39]. Le souverain légitime est restauré à Naples[40].
- 11 - 12 mars : soulèvement de l’armée au Piémont. L’insurrection gagne Turin et contraint Victor-Emmanuel Ier à abdiquer. Le colonel de Santarosa, ami de l’héritier présomptif Charles-Albert de Savoie-Carignan, accorde son soutien aux insurgés. Une Constitution est proclamée le 16 mars[41].
- 31 mars : abolition de l'Inquisition au Portugal[42].
- 8 avril : intervention des troupes autrichiennes contre l’insurrection libérale piémontaise, qui est vaincue à la bataille de Novare[43]. L’Ancien régime est restauré par Charles-Félix, duc de Modène. La répression s’ensuit. Silvio Pellico, Federico Confalonieri et des milliers de libéraux et de carbonari sont arrêtés ou fuient le pays.
- 18 avril : James Mill, David Ricardo, Thomas Malthus et Robert Torrens fondent le club d’économie politique à Londres (Political Economy Club)[44].
- 24 avril : la cour retourne à Lisbonne et le roi Jean VI de Portugal laisse à son fils la charge de gouverner la colonie du Brésil[17].
- 1er mai : fondation en Pologne de la Société patriotique nationale[45], à partir de la loge maçonnique nationale fondée par Łukasinski en 1819, sous l’influence des carbonari italiens, qui veut préserver l’unité de la Pologne.
- 25 mai : Metternich devient chancelier de l’empire d’Autriche (fin le 13 mars 1848)[46].

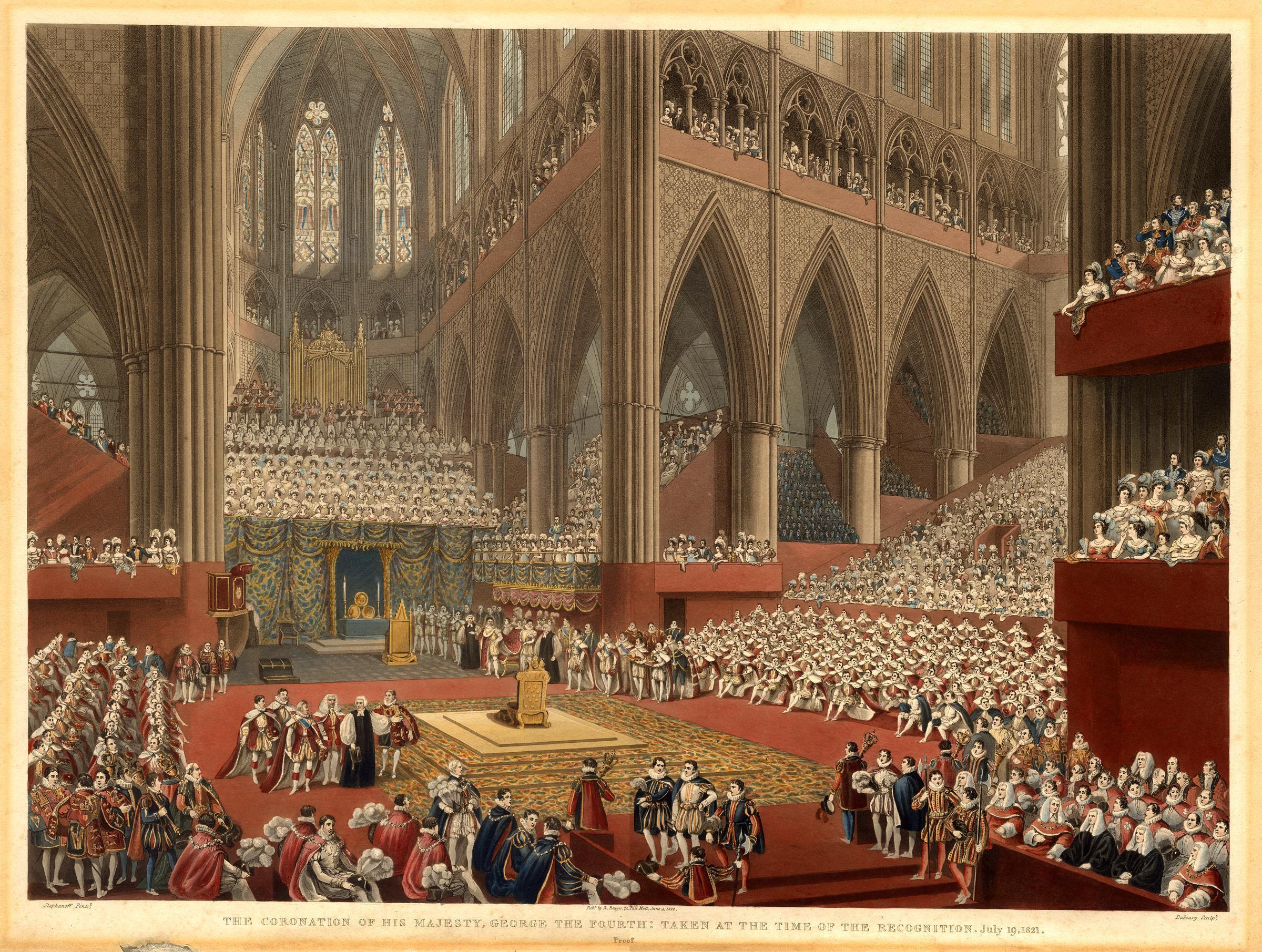
19 juillet : couronnement de George IV.

- 13 septembre : bulle papale interdisant la constitution de sociétés secrètes (Ecclesiam a Jesu Christo)[47].
- 19 décembre : début d’une éruption de l'Eyjafjöll (fin le 1er janvier 1823)[48].
- Décembre - juillet 1822 : échec de plusieurs insurrections tentés par la charbonnerie à Saumur, Belfort, Toulon, Nantes, Thouars, La Rochelle, Strasbourg et Colmar[49].
- Russie : auto-dissolution de l’Union du bien public, relayé par deux sociétés plus radicales[50] : la Société du Sud en Ukraine (Pavel Ivanovitch Pestel et son programme, la Rousskaïa Pravda) et la Société du Nord à Saint-Pétersbourg (Mouravev et sa Constitution).

#### Balkans
- 30 janvier (18 janvier du calendrier julien) : mort du hospodar de Valachie Alexandre Soutzo[51].
  - Alexandre Ypsilanti, leader de la Philiki Etairia, proclame le soulèvement contre les Turcs à partir des principautés danubiennes (Valachie et Moldavie). Le prince de Moldavie, Michel Sutsu et le sluger Tudor Vladimirescu se rallient : en janvier, le hospodar de Valachie malade quitte Bucarest et un « Comité de gouvernement » est constitué par les boyards favorables à l’insurrection.

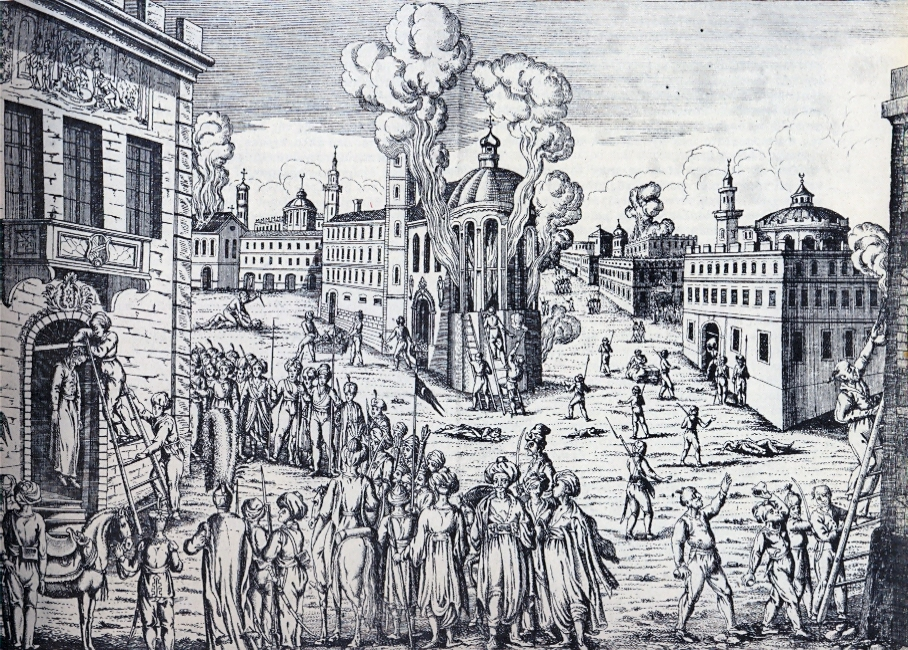
Avril : massacre des Grecs à Constantinople.

- 4 février (23 janvier du calendrier julien) : Tudor Vladimirescu gagne l’Olténie d’où il lance un appel à la révolte contre les « boyards tyrans », la proclamation de Padeş[52]. Il est rejoint par de nombreux paysans roumains, les pandours.
- 5 mars : Alexandre Ypsilanti venant de Bessarabie entre à Iasi et appelle à la révolte les Grecs de Morée et d’Épire, les Serbes, les Bulgares, et annonce l’intervention imminente des armées du tsar[53]. Vladimirescu marche sur Bucarest avec 8 000 hommes et 3 canons tandis que l’armée hetairiste, composée de Grecs, de Bulgares, de Serbes et de Monténégrins entre en Valachie à partir de Galatz. Le tsar condamne comme « révolutionnaire » l’action d’Ypsilanti. Le départ du consul général russe Pini ajoute à la confusion.

25 mars : Germanos bénit les insurgés grecs.

- 25 mars : insurrection de la Grèce déclenchée par le patriarche de Patras, Germanos, en parallèle à l’intervention ottomane contre Ali Pacha de Janina en 1820[54]. Début de la guerre d'indépendance grecque contre l'Empire ottoman (fin en 1829). Les patriotes répondent à l’appel et obtiennent de nombreux succès. Les klephtes forment le noyau actif du mouvement insurrectionnel, cimenté par la religion orthodoxe mais aussi par les idées de la Révolution française diffusées à partir de l’Illyrie par les armées de Napoléon. Ils piratent et coupent les routes, tandis que le sultan fait pendre le patriarche Grégoire V de Constantinople en habits sacerdotaux le jour de Pâques (10/22 avril)[55].

- 6 avril (21 mars du calendrier julien) : Tudor Vladimirescu entre dans Bucarest abandonnée par ses habitants[55]. Il tente de négocier avec les boyards tout en rassurant Constantinople.
- 20 avril : Vladimirescu rencontre Ypsilanti et lui interdit l’accès à la ville, lui reprochant d’avoir promis l’intervention russe et mis le pays à la merci des Ottomans. Leurs troupes se séparent ; Ypsilanti se retire vers Târgovişte tandis que Vladimirescu s’établit à Cotroceni près de la capitale[55].
- 5 mai (23 avril du calendrier julien) : victoire ottomane sur les indépendantistes grecs à la bataille d'Alamana (Spercheios)[56].
- 8 mai : victoire des indépendantistes grecs à la bataille du khan de Gravia[57].
- 13 mai : les troupes du Sultan entrent en Valachie puis en Moldavie[52].
- 18 mai : victoire des indépendantistes grecs à la bataille de Doliana[58].
- 24 mai (12 mai du calendrier julien) : victoire des indépendantistes grecs à la bataille de Valtetsi[59]. Début du siège de Tripolizza.
- 27 mai : Vladimirescu et « l’Assemblée du Peuple » évacuent Bucarest et partent vers l’Olténie. Ypsilanti fait arrêter Vladimirescu pour trahison, puis juger à Târgovişte par un tribunal de la Philiki Etairia. Condamné à mort, il est exécuté le 8 juin. Son armée se disperse en juillet après quelques combats contre les Ottomans, tandis que les hetairistes sont battus et qu’Ypsilanti passe en Autriche où Metternich le fait emprisonner[55].
- 19 juin : défaite des insurgés roumains à la bataille de Drăgășani[60].
- 28 juin (16 juin du calendrier julien) : ultimatum de l’ambassadeur de Russie Stroganov à Constantinople demandant l’évacuation des principautés danubiennes et la fin des massacres en Grèce[61].
- Septembre : les habitants de Samothrace sont massacrés par les Turcs[62].
- 5 octobre : après un long siège, les Grecs prennent Tripolitsa, dans le Péloponnèse, et massacrent la population turque, faisant au moins 8 000 morts[63].

## Naissances en 1821
- 12 janvier : Claude Guilleminet, peintre français († 8 février 1885).
- 20 janvier : Pierre Morain, peintre de genre et de portrait français († 16 août 1893).
- 24 janvier : Lievin De Winne, peintre belge († 13 mai 1880).
- 4 février : Charles Soubre, peintre belge et professeur à l'Académie des beaux-arts de Liège († 30 janvier 1895).

- 11 février : Joseph Navlet, peintre d'histoire français († 16 avril 1889).
- 20 février : Károly Ráth, homme politique hongrois († 30 juillet 1897).
- 25 février : Félix Ziem, peintre français de l'École de Barbizon († 10 novembre 1911).
- 26 février : Louis Charles Timbal, peintre français († 20 ou  24 novembre 1880).
- 27 février : Louis-Alexandre Dubourg, peintre français († 27 novembre 1891).
- 28 février : Jean-Baptiste Kindermans, peintre belge († 11 août 1876).

- 1er mars : Thomas Choe Yang-eop, prêtre catholique coréen, vénérable († 15 juin 1861).
- 15 mars : 
  - Franz Mair, chef de chœur et compositeur autrichien († 30 novembre 1893).
  - Émile Vernet-Lecomte, peintre orientaliste français  († 19 novembre 1900).
- 19 mars : Sir Richard Francis Burton, explorateur britannique († 19 octobre 1890).
- 25 mars : Robert Bentley, botaniste britannique († décembre 1893).
- 28 mars : Ernest de Tarteron, à Sumène dans le département du Gard, homme politique français († 15 novembre 1888).
- 30 mars : Tomás O'Ryan, militaire et homme politique espagnol, ministre de la Guerre († 2 août 1902).
- 5 avril : Xavier Mossmann, journaliste, archiviste et bibliothécaire alsacien († 10 mars 1893).
- 9 avril : Charles Baudelaire, poète et écrivain français(† 31 août 1867).
- 12 avril : Ford Madox Brown, peintre britannique († 6 octobre 1893).
- 24 avril : Émile Périer, compositeur et arrangeur français († 31 octobre 1913).

- 1er mai : Henry Ayers, premier ministre britannique d'Australie-Méridionale († 11 juin 1897).
- 4 mai : Pafnouti Tchebychev, mathématicien russe († 26 novembre 1894).
- 12 mai : Léon Le Cieux, violoniste français († 15 février 1873).
- 26 mai : Charles-Marie de Sarcus, peintre, caricaturiste et archéologue français († 28 février 1867).
- 31 mai : Henriëtte Ronner-Knip, peintre belgo-néerlandaise († 2 mars 1909).

- 2 juin : Charles Landelle, peintre de genre et portraitiste français († 13 décembre 1908).
- 8 juin : Antoine Sublet, peintre français († 17 décembre 1897).
- 12 juin : Nikolaï Zaremba, théoricien de musique et compositeur russe († 8 avril 1879).
- 16 juin : Mary Baker Eddy, fondatrice américaine de la Science chrétienne († 3 novembre 1910).
- 18 juin : Théophile Schuler, peintre romantique, illustrateur et graveur français († 26 janvier 1878).
- 26 juin : Bartolomé Mitre, militaire, homme politique et historien argentin († 19 janvier 1906).
- 27 juin : August Conradi, compositeur, organiste et kapellmeister allemand († 26 mai 1873).

- 17 juillet : Armand Félix Marie Jobbé-Duval, peintre et homme politique républicain français († 2 avril 1889).
- 18 juillet : Pauline Viardot, chanteuse d'opéra et compositrice française († 18 mai 1910).
- 19 juillet : Amédée Ternante-Lemaire, peintre et photographe français († 28 septembre 1900).
- 20 juillet : Ferdinand Charles Victor d'Autriche-Este, fils du duc François IV de Modène et de la duchesse née Marie-Béatrice de Sardaigne († 15 décembre 1849).

- 1er août : Arthur Quentin de Gromard, musicien français († 9 février 1896).
- 4 août : James White, cofondateur de l'Église adventiste du septième jour († 6 août 1881).
- 7 août : Cayetano Sanz, matador espagnol († 21 septembre 1891).
- 29 août : Gabriel de Mortillet, préhistorien français († 25 septembre 1898).

- 4 septembre : Wladimir Swertschkoff, peintre russe de vitraux († 14 juillet 1888).

- 5 octobre : Rudolf Haym, philosophe allemand († 27 août 1901).
- 7 octobre : Friedrich Kiel, compositeur et pédagogue allemand († 13 septembre 1885).
- 13 octobre :
  - Évariste-Vital Luminais, peintre français († 14 mai 1896).
  - Rudolf Virchow, médecin pathologiste et homme politique allemand († 5 septembre 1902).
- 15 octobre : Antoine-Émile Grimaud, peintre français († 1855).
- 25 octobre : Antonio Ciseri, peintre suisse († 9 mars 1891).

- 1er novembre : François Vernay, peintre français († 7 septembre 1896).
- 6 novembre : Alexandre Jamar, éditeur, financier et homme politique belge († 15 août 1888).
- 9 novembre : Jean-Baptiste Weckerlin, compositeur et folkloriste français († 20 mai 1910).
- 11 novembre du calendrier grégorien ou 30 octobre du calendrier julien : Fiodor Dostoïevski, écrivain russe († 9 février 1881).
- 21 novembre : Georges Alexandre Fischer peintre français († 1890).
- 27 novembre :
  - Alexandre Artus, chef d'orchestre et compositeur de musique classique français († 19 août 1911).
  - Charles Haentjens, diplomate et homme politique haïtien († 21 juillet 1874).

- 2 décembre : Giuseppe Biancheri, homme politique italien († 28 octobre 1908).
- 8 décembre : Albert Norton Richards, homme politique canadien († 6 mars 1897).
- 12 décembre : Gustave Flaubert, écrivain français († 8 mai 1880).
- 14 décembre : Gustav Graef, peintre allemand († 6 janvier 1895).
- 15 décembre : Charles d'Abbadie d'Arrast, homme politique français († 23 décembre 1901).
- 18 décembre : Evgraf Sorokine, peintre russe († 29 février 1892).
- 22 décembre : Junius Brutus Booth, Jr.,  acteur et administrateur de théâtre américain († 16 septembre 1883).
- 23 décembre : François Henri Nazon, peintre de genre et de paysages français († 12 mai 1902).

- Date précise inconnue :
  - Gabriele Carelli, peintre italien († 13 décembre 1900).
  - Robert Scott Duncanson, peintre américain et canadien († 21 décembre 1872).
  - Piotr Petrovitch Sokolov, aquarelliste et illustrateur russe († 14 octobre 1899).
  - Cornelio Saavedra Rodríguez, militaire et homme politique chilien († 7 avril 1891).
  - Felipe Varela, agriculteur et militaire argentin († 4 juin 1870).

## Décès en 1821
- 9 janvier : Pierre-Alexandre Wille, peintre ançais (° 19 juillet 1748).
- 19 janvier :  Thomas Willing, financier et homme politique américain (° 19 décembre 1731).

- 13 février : Jean-Jacques Lagrenée, peintre d’histoire, dessinateur et graveur français (° 18 septembre 1739).

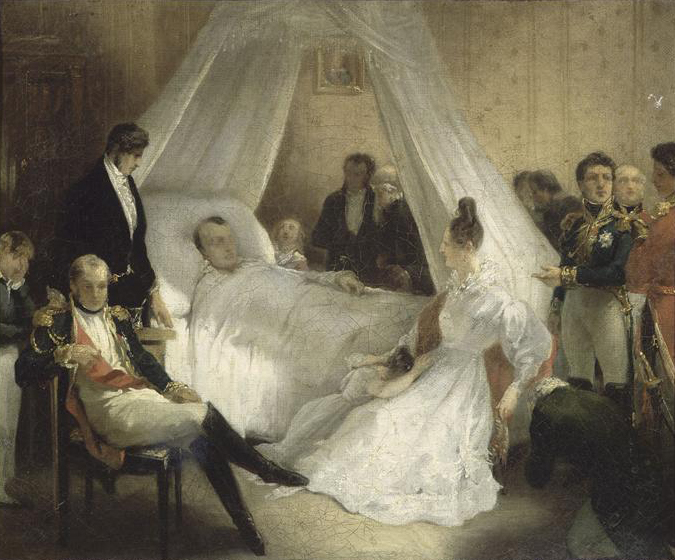
Mort de Napoléon Ier à Sainte-Hélène, le 5 mai 1821, toile de Charles de Steuben, v. 1828

- 23 février : John Keats, poète romantique britannique (° 31 octobre 1795).
- 26 février : Joseph de Maistre, homme politique, philosophe, magistrat, historien et écrivain savoyard, sujet du royaume de Sardaigne (° 1er avril 1753).

- 9 mars : Nicholas Pocock, peintre anglais (° 2 mars 1740).

- 4 avril : Pierre-Michel de Lovinfosse, peintre liégeois (° 20 novembre 1745).
- 29 avril : Rosalie Delafontaine, artiste peintre francaise (° 27 décembre 1783)

- 5 mai : Napoléon Bonaparte, Empereur des Français (° 15 août 1769).
- 26 mai : Constance Mayer, peintre française (° 9 mars 1776).

- 17 juin : Martín Miguel de Güemes, chef militaire et homme politique espagnol puis argentin (° 8 février 1785).
- 20 juin : Clemente Bondi, religieux jésuite, poète et traducteur italien (° 27 juin 1742).
- 21 juin : César-Guillaume de La Luzerne, cardinal français, évêque de Langres (° 7 juillet 1738).

- 15 juillet : Joseph-Hubert Lacroix, homme politique canadien (° 5 mai 1743).

- 19 août : Marie-Denise Villers, peintre portraitiste française (° 1774).
- 31 août : Pierre Galin, musicien ançais (° 16 décembre 1786).

- 2 septembre : Pierre Melchior d'Adhémar, militaire et administrateur français des XVIIIe et XIXe siècles (° 15 juillet 1740).
- 4 septembre : José Miguel Carrera, général chilien d'origine basque (° 15 octobre 1785).
- 14 septembre : Stanisław Kostka Potocki, noble, politicien et écrivain polonais (° novembre 1755).
- 18 septembre : Jean-Nicolas Corvisart, médecin ançais (° 15 février 1755).

- 4 octobre : Germain Garnier, économiste, écrivain et homme politique français (° 8 novembre 1754).
- 5 octobre : Claudius James Rich, voyageur, archéologue et anthropologue britannique du début du XIXe siècle (° 28 mars 1787).
- 20 octobre : Alexandre Angélique de Talleyrand-Périgord, cardinal français, archevêque de Paris (° 18 octobre 1736).

- 8 novembre : Francesco Antonio de la Dueña y Cisneros, évêque d'Urgell et Coprince d'Andorre (° 17 novembre 1753).
- 11 novembre : Domenico Del Frate, peintre italien (° 15 juin 1765).

- 7 décembre : Pomare II roi de Tahiti, Moorea et dépendance (° 1782).

- Date précise inconnue :
  - Giovanni Battista Lusieri, peintre paysagiste italien (° 1755).
  - Doust Ali Moayyer ol-Mamalek, homme d'État iranien (° 1760).

- Après 1821 :
- Luigi Agricola, graveur et peintre italien (° vers 1750).